# Jacqueline Ferrand
Jacqueline Lelong-Ferrand (Alès, 17 de febrero de 1918 – Sceaux, 26 de abril de 2014) fue una matemática francesa que se especializó en la transformación conforme, la Teoría de la representación, teoría del potencial y la Variedad de Riemann. Impartió claes en las universidades de Caen, Lille y Paris.

## Formación y carrera
Ferrand era hija de un profesor y recibió su educación en Nîmes.
En 1936 la Escuela Normal Superior de París comenzó a admitir el ingreso de mujeres, y ella fue una de las primeras en serlo. En 1939, ella y Roger Apéry ocuparon el primer lugar en las oposiciones a profesor de matemáticas y comenzó a enseñar en una escuela de niñas en Sèvres, mientras continuaba haciendo investigación matemática bajo la supervisión de Arnaud Denjoy, publicando tres artículos en 1941 y defendiendo una tesis doctoral en 1942. En 1943, ganó el Premio Girbal-Baral de la Academia de Ciencias de Francia, y obtuvo un puesto en la Facultad de la Universidad de Burdeos. Se trasladó a la Universidad de Caen en 1945 y posteriormente, se trasladó a la Universidad de Lille en 1948 y, en 1956, consiguió la plaça fija de profesor en la Universidad de París. Se retiró en 1984.

## Contribuciones
Ferrand tenía casi 100 publicaciones matemáticas, incluidos diez libros, y participó activamente en la investigación matemática en sus 70 años. Uno de sus logros, en 1971, fue demostrar la compacidad del grupo de mapeos conformes de una variedad compacta de Riemann, resolviendo una conjetura de André Lichnerowicz. y sobre la base de este trabajo se convirtió en oradora invitada en el Congreso Internacional de Matemáticos de 1974 en Vancouver.

## Vida personal
Se casó con el también matemático Pierre Lelong en 1947, poniendo su apellido junto al de ella en sus publicaciones posteriores until their separation in 1977.